# Georges Demulder
Georges Demulder, né à Elisabethville, au Congo belge, le 12 mai 1919 et mort le 6 mai 1983, est un footballeur international belge actif durant les années 1930 et 1940. Il occupe le poste d'attaquant et jour durant toute sa carrière pour le White Star AC.

## Carrière
Georges Demulder joue son premier match pour le White Star AC en 1936. Le club évolue à l'époque en Division d'Honneur, le premier niveau national. Il devient un joueur important dans l'équipe et ses bonnes prestations lui valent une sélection en équipe nationale belge en 1939. Durant la Seconde Guerre mondiale, les compétitions sont perturbées. Lors du championnat 1940-1941, considéré a posteriori comme non-officiel, le club atteint la finale qu'il perd contre le Lierse. 
Après le conflit, les championnats se réorganisent pour revenir à la normale au terme de la saison 1946-1947. Cette réorganisation passe par la réduction du nombre de clubs présents au plus haut niveau, ce qui implique un plus grand nombre d'équipes reléguées. Malheureusement, le White Star en fait partie et après cette relégation, Georges Demulder met un terme à sa carrière de joueur.
Il meurt le 6 mai 1983, à une semaine de son 64e anniversaire.

## Statistiques
| Saison                | Club                  | Championnat           | Championnat | Championnat | Coupe(s) nationale(s) | Coupe(s) nationale(s) | Total | Total |
| Saison                | Club                  | Division              | M.          | B.          | M.                    | B.                    | M.    | B.    |
| 1936-1937             | White Star AC         | Division 1            | -           | -           | 0                     | 0                     | 0     | 0     |
| 1937-1938             | White Star AC         | Division 1            | -           | -           | 0                     | 0                     | 0     | 0     |
| 1938-1939             | White Star AC         | Division 1            | -           | -           | 0                     | 0                     | 0     | 0     |
| 1941-1942             | White Star AC         | Division 1            | -           | -           | 0                     | 0                     | 0     | 0     |
| 1942-1943             | White Star AC         | Division 1            | -           | -           | 0                     | 0                     | 0     | 0     |
| 1943-1944             | White Star AC         | Division 1            | -           | -           | 0                     | 0                     | 0     | 0     |
| 1945-1946             | White Star AC         | Division 1            | -           | -           | 0                     | 0                     | 0     | 0     |
| 1946-1947             | White Star AC         | Division 1            | -           | -           | 0                     | 0                     | 0     | 0     |
| Total sur la carrière | Total sur la carrière | Total sur la carrière | 1           | -           | -                     | -                     | 1     | 0     |

## Carrière internationale
Georges Demulder compte une convocation et un match joué en équipe nationale belge. Celui-ci a lieu le 14 mai 1939 face à la Suisse, et se solde par une défaite 1-2.
Le tableau ci-dessous reprend toutes les sélections de Georges Demulder. Le score de la Belgique est toujours indiqué en gras.
| Date       | Compétition  | Adversaire | Lieu  | Score | Remarque |
| ---------- | ------------ | ---------- | ----- | ----- | -------- |
| 14/05/1939 | Match amical | Suisse     | Liège | 1-2   |          |